# Хотень
Хотень (укр. Хотінь) — посёлок в Сумском районе Сумской области, в 25 км от города Сумы.
Является административным центром Хотенского поселкового совета, в который, кроме того, входит село Писаревка.

## Географическое положение
Посёлок городского типа Хотень находится на берегу реки Олешня,
выше по течению примыкает село Писаревка,
ниже по течению на расстоянии в 1 км расположено село Кровное. В 10 километрах находится украино-российская граница. 

## История
Впервые Хотень вспоминается в «Списке русских городов, дальних и ближних», составленном в конце XIV века. Крымскотатарские набеги XV—XVI веков уничтожили Хотень. О местонахождении давнего города указывает городище на правом берегу реки Олешня. 
В 1689 году сумской полковник Г.Кондратьев поставил на левом берегу Олешни полковничий двор, мельницу и церковь. В начале XIX века тайный советник М. И. Комбурлей заказал у петербургского архитектора Дж. Кваренги проект новой усадьбы, в соответствии с которым был выстроен роскошный 87-комнатный дворец и разбит парк. Подробнее см. Хотень (усадьба).
В XIX веке село Хотень было волостным центром Хотенской волости Сумского уезда Харьковской губернии. В селе была Петропавловская и Успенская церковь.
В Хотени бывали просветитель В. Н. Каразин, писатели В. И. Туманский и Ф. Н. Глинка, декабрист С. Г. Волконский, поэт Д. В. Давыдов. Долгое время здесь жил и работал военный историк Д. П. Бутурлин.
Во второй половине XIX века по приглашению нового владельца, графа П. С. Строганова (почётного члена Академии художеств), здесь бывали художники И. Н. Крамской и Ф. А. Васильев.
В 1918 году Хотенский дворцовый ансамбль был уничтожен пожаром. От него сохранились два боковых флигеля, в которых сейчас размещается местная средняя школа.
В ходе Великой Отечественной войны с 15 октября 1941 до 2 сентября 1943 года селение было оккупировано немецкими войсками.
С 1968 года — посёлок городского типа.
В 1977 году здесь действовали несколько предприятий пищевой промышленности.
В январе 1989 года численность населения составляла 3 770 человек.
На 1 января 2013 года численность населения составляла 2468 человек.
В июне 2025 года российские войска проводят наступление на посёлок.

## Экономика
- Молочно-товарная ферма.
- Хотенский пищекомбинат.
- Хотенский хлебозавод.
- Агрофирма «Хотень», ООО.
- «Хотень-Хлеб», ООО.
- «Фавор», ООО.

## Объекты социальной сферы
- Школа.
- Хотенский профессиональный аграрный лицей.
- Профессионально-техническое училище № 35.

## Известные люди
- Гальченко, Николай Петрович (1920—1943) — Герой Советского Союза, родился в селе Писаревка, которое вошло в состав Хотени.
- Никитин Иван Иванович (1907-1998)- кавалер Ордена Ленина, четырёх Орденов Трудового Красного Знамени, Ордена "Знак Почёта", Ордена Дружбы Народов и многиз медалей. Прошёл путь от простого рабочего до генерального директора одного из крупнейших в СССР предприятий, флагмана отечественного машиностроения. Главный конструктор, главный инженер, директор компрессорного завода, генеральный директор Сумского завода имени М.В.Фрунзе(1966-1969), директор ВНИИКомпрессормаш(1969-1971). Выпускник Хотеньской школы.Почётный гражданин с.Хотень
- Просяник Емельян Иванович (1900—1990) — Герой Советского Союза
- Ройченко Александр Александрович (1911—1943) — Герой Советского Союза, родился в селе Хотень.
- Цвинтарный, Яков Герасимович (1904—1944) — советский военачальник, полковник (1944).